# Сатирикон (журнал)
«Сатирико́н» — еженедельный русский литературно-художественный журнал сатиры и юмора, издававшийся в Санкт-Петербурге с 1908 по 1914 год. 
Попытки возрождения издания предпринимались в Париже (1931) и Мюнхене (1951—1953).

## История
Журнал появился в недрах старого русского еженедельного журнала «Стрекоза» (1875—1908), утратившего свою популярность. До конца 1908 года оба журнала выходили одновременно, причём № 9—13 «Сатирикона» и № 23—27/13 «Стрекозы» вышли с одинаковым текстом и иллюстрациями.
Издавался в Санкт-Петербурге с 1908 по 1914 год. Название было дано в честь античного романа «Сатирикон». Первый номер журнала вышел 1 апреля 1908 года. Каждый номер имел 12—16 страниц, множество иллюстраций-карикатур.

## Характеристика
Журнал сочетал как политическую сатиру (направленную, например, против внешней политики Германии до и во время Первой мировой войны, против черносотенцев), так и безобидную юмористику.
Отличительным признаком журнала были повторяющиеся в каждом номере рубрики — «Перья из хвоста» (остроумные комментарии к цитатам из газет и журналов), «Волчьи ягоды» (сатирико-юмористические отзывы на события), «Почтовый ящик» (ответы редактора на присылаемые рукописи).

## Преемники
В 1913 году, в результате конфликта авторского коллектива с издателем М. Корнфельдом основная часть сотрудников и редактор «Сатирикона» вышли из состава редакции и приступили к изданию журнала «Новый Сатирикон», который выходил до июля 1918 года, после чего был закрыт большевиками. Сам «Сатирикон» прекратил издаваться в середине 1914 года.
В 1914 году вместо приостановленного «Сатирикона» подписчикам рассылали журнал «Лукоморье».
В 1931 году Михаил Корнфельд и Лоло (Леонид Мунштейн) на несколько месяцев возродили в Париже издание «Сатирикона».
В 1951 году во Франкфурте было начато издание журнала «Сатирикон. Общественно-политический журнал сатиры и юмора» (Satirikon). С 1953 года печатался в Мюнхене. Издавался два года (1951—1953); вышло 25 номеров. В редакционную коллегию входили Ф. Тарасов, А. Михайлов, С. Юрасов; главный редактор — Ф. Тарасов (с № 2), И. Ирклеев (с № 25).

## Сотрудники

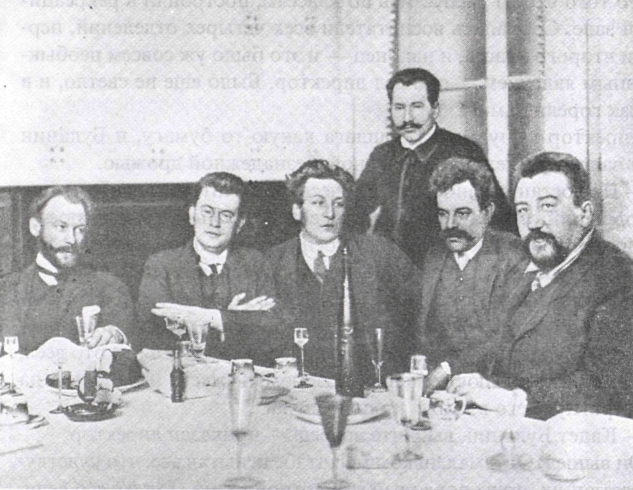
В редакции «Сатирикона». Слева направо: П. Д. Маныч, А. Т. Аверченко, А. А. Радаков, А. И. Котылев, А. И. Куприн. Стоит А. П. Каменский. 1909 г.

Деятели русской культуры Серебряного века, принимавшие участие в издании журнала, обобщенно называются «сатириконовцами». 
А. Куприн писал: «Сатириконцы первые засмеялись простодушно, от всей души, весело и громко, как смеются дети. В то смутное, неустойчивое, гиблое время „Сатирикон“ был чудесной отдушиной, откуда лил свежий воздух».

### Редакторы
- 1908 год: А. А. Радаков (№ 1 — 8)
- 1908—1911 год: Аркадий Аверченко (с № 9; с № 30)
- 1911 год: П. П. Потёмкин (с № 24)
- 1913 год: М. Г. Корнфельд (он же был издателем)[3]

### Писатели и поэты
- Саша Чёрный
- Тэффи
- А. С. Бухов
- Осип Дымов
- Я. Годин
- В. Азов
- О. Л. Д’Ор
- А. А. Яблоновский
- С. М. Городецкий
- И. Вышлевский
- Скиталец
- В. В. Маяковский (принимал участие в 27-й номере, стихотворение  «Гимн здоровью»[10])
- В. В. Князев
- В. П. Лачинов
- Л. Василевский
- И. Василевский
- В. Я. Абрамович
- Н. Я. Агнивцев
- В. В. Адикаевский
- И. Я. Гуревич
- Д’Актиль
- Дон-Аминадо
- Жак Нуар (Я. В. Окснер)
- А. А. Кондратьев
- П. П. Потёмкин
- М. Я. Пустынин
- А. Д. Скалдин
- А. М. Флит
- Н. И. Фалеев (Чуж-Чуженин)
- Б. В. Жиркович (псевдоним — Иван Козьмич Прутков)

### Художники
- Б. Анисфельд
- Л. Бакст
- В. П. Белкин
- И. Билибин
- Б. Д. Григорьев
- Б. М. Кустодиев: «Колористы» (1910, № 51), «Тихая провинция» (1911, № 4), «Любовь поэта» (1911, № 5), «Сонет» («Купальщицы») (1913, № 21)[11]
- В. Лебедев
- С. П. Лодыгин
- Д. И. Митрохин
- А. А. Радаков
- А. Радимов
- Н. В. Ремизов-Васильев (Ре-Ми)
- А. В. Ремизова (Мисс)
- С. Ю. Судейкин
- А. А. Юнгер (Баян)
- А. Е. Яковлев

## Содержание

### Список номеров
- 1908: № 1 [13-IV] — № 38 (25-XII)
- 1909: № 1 (3-I) — № 52 (25-XII)
- 1910: № 1 (2-I) — № 52 (25-XII)
- 1911: № 1 (1-I) — № 52 (23-XII)
- 1912: № 1 (1-I) — № 53 (30-XII)
- 1913: № 1 (4-I) — № 52 (31-XII)
- 1914: № 1 (6-I) — последний № 16 (22-V)[3]

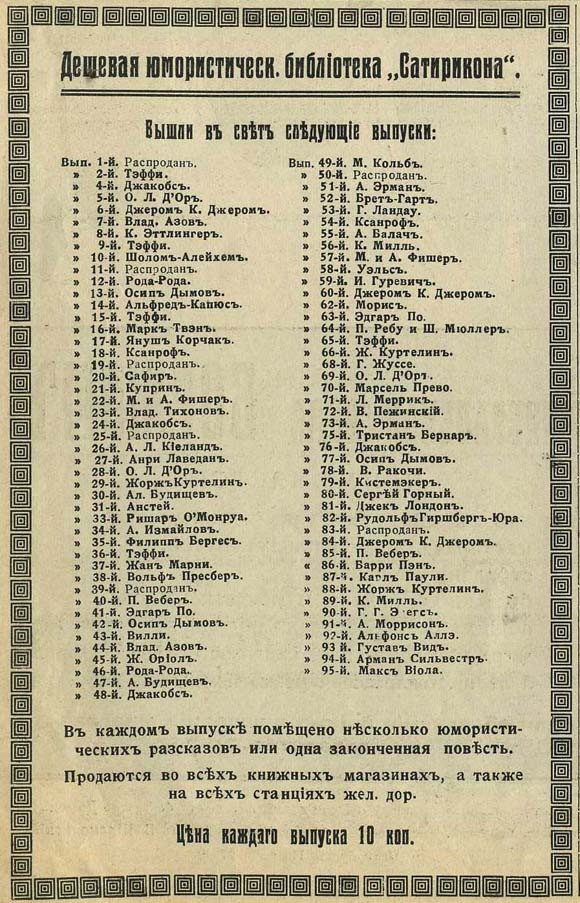
Реклама выпусков библиотеки «Сатирикона». Номера с рассказами Аверченко вместо фамилии автора содержат пометку «Распродано.»

### Приложения
- 1909 год: Андреев Л. Н. и Куприн А. И. Юмористические рассказы. Т. 1. — Спб., 1909. — [8], 124 с.
- 1910 год: Всеобщая история, обработанная «Сатириконом», под углом его зрения / Под ред. А. Т. Аверченко. — Спб. — 154, [4] с.
- 1911 год: Аверченко А. Т. и Ландау Г. Экспедиция в Западную Европу сатириконцев Южакина, Сандерса, Мифасова и Крысакова. — Спб., 1911. — 134 с.
- 1912 год: Сокровища искусства в пародиях (альбом). Спутник театрала. Театральная энциклопедия (к № 49).
- 1913 год: серия Юмористическая библиотека «Сатирикона». Иностранный юмор. — Спб., 1913. — 21 кн.[3]

Помимо журнала выпускалась Дешевая юмористическая библиотека «Сатирикона»: в 1908—1913 годах было опубликовано около ста названий книг общим тиражом свыше двух миллионов.

### Экранизации
- 1976 — По страницам «Сатирикона»

- 1980 — Альманах сатиры и юмора (выпуск № 2) — инсценированные юмористические рассказы журнала «Сатирикон»:
  - Аркадия Аверченко — «Одинокий», «Преступление актрисы Марыськиной», «1812 год»;
  - Надежды Тэффи — «Счастливая любовь» и «Проворство рук».